# Paris Open 1988
Il Paris Open 1988 è stato un torneo di tennis che si è giocato sul Sintetico indoor. È stata la 17ª edizione del Paris Open, che fa parte del Nabisco Grand Prix 1988. Il torneo si è giocato nel Palais omnisports de Paris-Bercy di Parigi in Francia, dal 24 al 31 ottobre 1988.

## Campioni

### Singolare
Amos Mansdorf ha battuto in finale  Brad Gilbert con il punteggio di 6–3, 6–2, 6–3

### Doppio
Paul Annacone /  John Fitzgerald hanno battuto in finale  Jim Grabb /  Christo van Rensburg con il punteggio di 6–2, 6–2